# Янги-Аул (Куюргазинский район)
Янги́-Ау́л (баш. МФА: Яңауыло файле) — хутор в Куюргазинском районе Республики Башкортостан Российской Федерации. Входит в состав Бахмутского сельсовета.

## География

### Географическое положение
Расстояние до:
- районного центра (Ермолаево): 15 км,
- центра сельсовета (Бахмут): 3 км,
- ближайшей ж/д станции (Ермолаево): 15 км.

## Население
| 2002 | 2009 | 2010 |
| ---- | ---- | ---- |
| 18   | ↘17  | ↘15  |

### Национальный состав
Согласно переписи 2002 года, преобладающая национальность — башкиры (100 %).